# أجاي دت
أجاي دت هو سياسي هندي، ولد في 1 فبراير 1976. نشط حزبياً في Aam Aadmi Party ‏. وقد انتخب عضو الجمعية التشريعية في دلهي ‏.